# Wasit
Wasit (arabă واسط Wāsit) este o provincie în Irak.

## Orașe
- Kut
- Al Suwaira
- Numaniyah
- Al-Hai
- Al Azeeziaya

1. ↑   http://www.citypopulation.de/Iraq-Cities.html Lipsește sau este vid: |title= (ajutor)